# Campionati canadesi di ski cross 2011
I Campionati canadesi di ski cross 2011 si sono svolti a Lake Louise il 2 aprile. Il programma ha incluso sia la gara femminile che la gara maschile. 
Trattandosi di competizioni valide anche ai fini del punteggio FIS, vi hanno partecipato anche sciatori di altre federazioni, senza che questo consentisse loro di concorrere al titolo nazionale canadese.

## Risultati

### Uomini
| Pos. | Atleta                | Nazione |
| ---- | --------------------- | ------- |
| 1    | Christopher Del Bosco | Canada  |
| 2    | Tristan Tafel         | Canada  |
| 3    | David Duncan          | Canada  |
| 4    | Davey Barr            | Canada  |

### Donne
| Pos. | Atleta            | Nazione |
| ---- | ----------------- | ------- |
| 1    | Kelsey Serwa      | Canada  |
| 2    | Marielle Thompson | Canada  |
| 3    | Catriona Blair    | Canada  |
| 4    | Elianne Taillefer | Canada  |